# Czarne Słońce: Zenit
Czarne Słońce: Zenit – minialbum studyjny poznańskiej grupy hip-hopowej WSRH. Wydawnictwo ukazało się 19 maja 2017 i stanowi drugą część trylogii „Czarne Słońce”.

## Lista utworów
1. „Zenit” (produkcja: PSR)
2. „Atak tytanów” (produkcja i scratche: The Returners)
3. „24h” (produkcja: Young Veteran$)
4. „Nie przyszliśmy tu by przegrać 2” (gościnnie: Bonson, Sarius; produkcja: Got Barss; scratche: DJ Flip)
5. „Sprawdź To” (produkcja i scratche: The Returners)
6. „Nikt” (produkcja: SoSpecial)

## Twórcy albumu
- Słoń – rap, teksty
- Shellerini – rap, teksty
- Bartosz Napieralski – miksowanie, mastering, nagrania

## Listy sprzedaży
| Lista | Kraj   | Pozycja |
| ----- | ------ | ------- |
| OLiS  | Polska | 1       |